# جائزة أيطاليا الكبرى 1923
جائزة أيطاليا الكبرى 1923 (بالإنجليزية: 1923 Italian Grand Prix)‏ هو سباق فورمولا 1 أقيم بتاريخ 9 سبتمبر 1923 في مونزا.